# 格拉斯哥学院
格拉斯哥学院（The Glasgow Academy）是位于苏格兰格拉斯哥的一所私立走读学校，招收3至18岁的学生。它成立于1845年，是格拉斯哥最古老的未曾中断教学的独立学校，本是一所男子学校，1981年首次招收女学生。